# Bezrefleksyjny konformizm
Bezrefleksyjny konformizm – podporządkowanie się normom społecznym bez refleksji nad ich sensem i celowością. Charakterystyczne dla osobowości autorytarnej.